# Stockport County F.C.

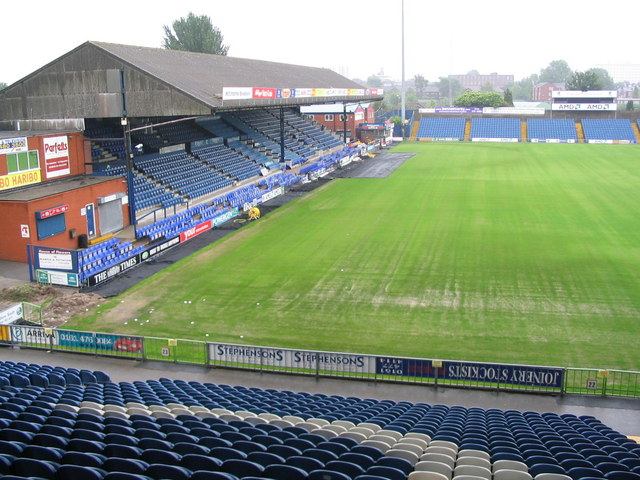
Sân vận động Edgeley Park

Stockport County FC là một câu lạc bộ bóng đá có trụ sở tại Stockport, Anh. Được thành lập vào năm 1883 với tên gọi Heaton Norris Rovers, đội bóng hiện thi đấu tại National League.

## Danh hiệu

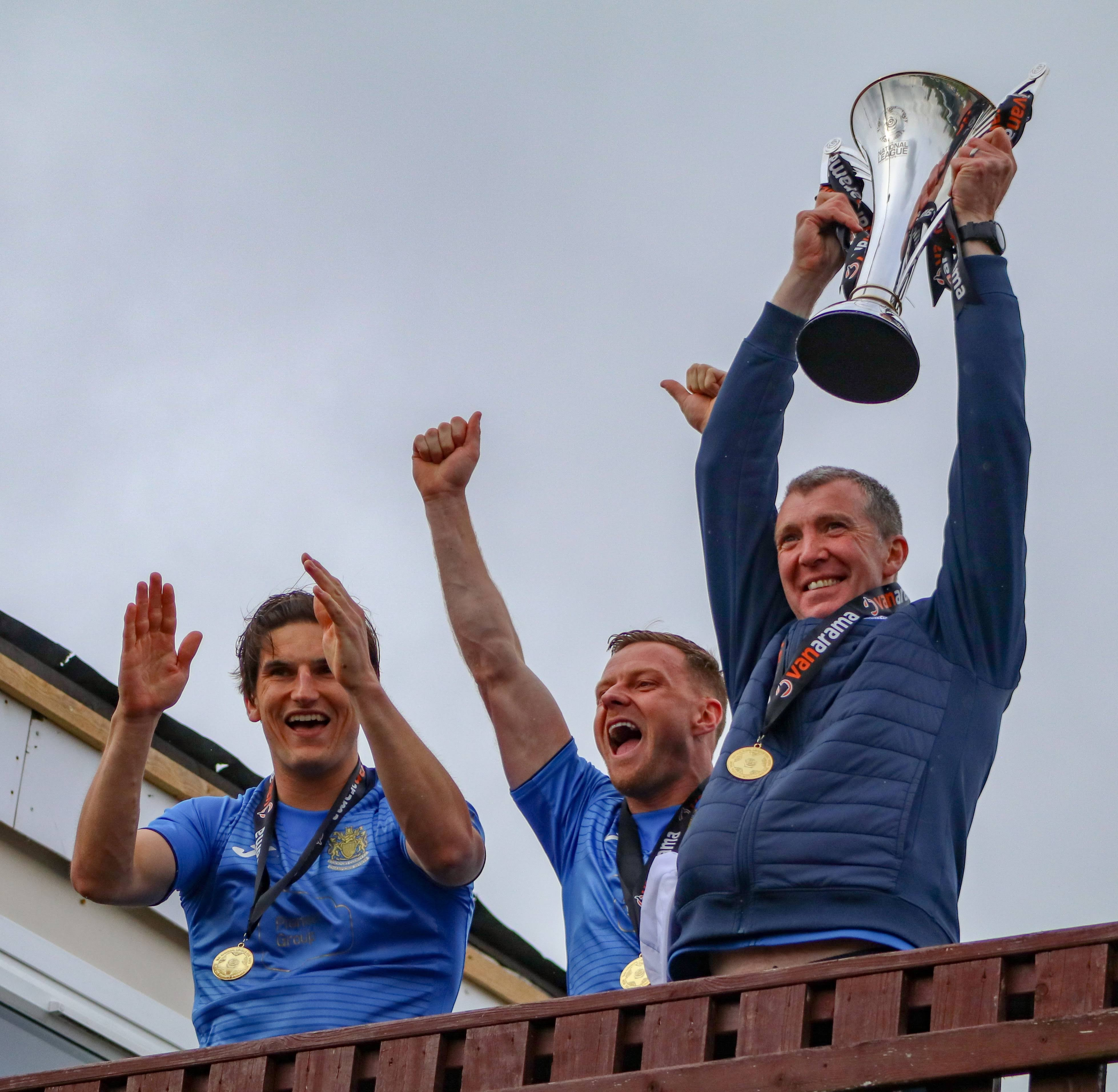
Jim Gannon nâng cúp National League North trophy, tháng 4 năm 2019

Thống kê tính đến mùa giải 2018–19.

### Danh hiệu Liên đoàn
- Third Division North/Third Division/Second Division
  - Nhà vô địch các mùa giải 1921–22, 1936–37
  - Á quân các mùa giải 1928–29, 1929–30, 1996–97
  - Á quân Play-off các mùa giải 1991–92, 1993–94
- Fourth Division/League Two
  - Nhà vô địch mùa giải 1966–67
  - Á quân mùa giải 1990–91
  - Đội thắng trận Play-off mùa giải 2007–08
- Third Division North Challenge Cup
  - Nhà vô địch mùa giải 1934–35
- Associate Members' Cup/Football League Trophy
  - Á quân các mùa giải 1991–92, 1992–93

### Danh hiệu khác
- National League North
  - Nhà vô địch mùa giải 2018–19
- Lancashire League
  - Nhà vô địch mùa giải 1899–1900
- Lancashire Combination
  - Nhà vô địch mùa giải 1904–05
- Manchester Senior Cup
  - Nhà vô địch các mùa giải 1897–98, 1898–99, 1914–15, 1922–23
- Cheshire Premier Cup
  - Nhà vô địch các mùa giải 1969–70, 1970–71, 2010–11
- Cheshire Senior Cup
  - Nhà vô địch các mùa giải 1905–06, 1946–47, 1948–49, 1965–66, 2015–16, 2021-22
- Cheshire Medal
  - Nhà vô địch các mùa giải 1922–23, 1924–25, 1928–29, 1929–30, 1930–31
- Cheshire Bowl
  - Nhà vô địch các mùa giải 1933–34, 1948–49, 1952–53, 1955–56, 1956–57,1958–59, 1960–61, 1962–63
- Cheshire Friendly Trophy
  - Nhà vô địch các mùa giải 1965–66, 1966–67